# 迪拜市中心阿德里斯酒店
迪拜市中心阿德里斯酒店，亦稱迪拜商業街酒店（阿拉伯语：العنوان وسط المدينة دبي）是一座位於阿拉伯聯合酋長國迪拜的63層超高酒店。是迪拜第十二高建築，在2008年完成時是迪拜第六高樓以及世界第三十六高樓，花費共8億4500萬阿聯酋迪爾汗。

## 2016新年夜火灾
当地时间2015年12月31日21:30左右，酒店20层冒出火光。火势借助风力迅速蔓延，为了安全起见，附近的杜拜購物中心也组织疏散游客。迪拜消防系统的一名发言人说有四队消防人员在努力控制火势。疏散过程中14人轻伤，1人突发心脏病。 有消息称该名心脏病患者不治身亡。

## 外部連結
- Burj Dubai Lake Hotel renders, sketches, construction photos （页面存档备份，存于）
- SkyscraperPage.com forum （页面存档备份，存于）